# ASD Europe
Aerospace, Security and Defence Industries Association of Europe, kallas ASD Europe, är en europeisk branschorganisation som företräder intressen inom försvarsindustrin, rymdfart och säkerhet på den europeiska kontinenten. Det är 20 företag och 22 nationella branschorganisationer som är medlemmar i ASD Europe, den företräder också omkring 3 000 andra företag som är medlemmar i de nationella branschorganisationerna. Företagen omsatte 238 miljarder euro och sysselsatte 879 000 anställda för året 2021. Huvudkontoret ligger i Bryssel i Belgien.
Branschorganisationen grundades 2004 när Association of European Space Industry (AECMA), European Association of Aerospace Industries (Eurospace) och European Defence Industries Group (EDIG) blev fusionerade.

## Medlemmar
Källa: 
| Företag - Airbus - BAE Systems - Dassault Aviation - Diehl - Fincantieri - GKN Aerospace - Hensoldt - Indra Sistemas - Kongsberg, Defence & Aerospace - Leonardo - Liebherr-Aerospace Lindenberg - MBDA - Naval Group - Navantia - Patria - Rheinmetall - Rolls-Royce Holdings - Saab AB - Safran SA - Thales Group | Nationella branschorganisationer - ADS Group - AED Cluster Portugal - Agoria - ARGE Sicherheit und Wirtschaft - Asociace leteckých a kosmických výrobců České republiky - Asociace leteckých výrobců - Asociación Española de Tecnologías de Defensa, Seguridad, Aeronáutica y Espacio - Association of Finnish Defence and Aerospace Industries - Austrian Aeronautics Industries Group - Bundesverband der Deutschen Luft- und Raumfahrtindustrie - Bundesverband der Deutschen Sicherheits- und Verteidigungsindustrie - Conseil des industries de défense - Dansk Industri - Federazione Aziende Italiane per l'Aerospazio, la Difesa e la Sicurezza - Forsvars- og sikkerhetsindustriens forening - Groupement des industries françaises aéronautiques et spatiales - Hellenic Aerospace Security & Defense Industries Group - Nederlandse Industrie voor Defensie en Veiligheid - Organizatia Patronala Industria de Aparare - Savunma ve Havacılık Sanayii İmalatçılar Derneği - Stowarzyszenie Polskiego Przemysłu Lotniczego - Säkerhets- och försvarsföretagen |